# Pedro Garza Treviño
Pedro Garza Treviño (Monterrey, Nuevo León, 27 de abril de 1957) es un político mexicano, miembro del Partido Acción Nacional (PAN). Ha ocupado varios cargos gubernamentales, entre ellos presidente municipal de Guadalupe, Nuevo León y en dos ocasiones diputado federal, la segunda desde el 1 de septiembre de 2021.

## Biografía
Pedro Garza Treviño es ingeniero Agrónomo Zootecnista egresado de la Universidad Autónoma de Nuevo León (UANL) y cuenta además con una maestría en Gestión Ambiental por la Universidad Autónoma del Noreste. Es miembro del PAN desde 1979, partido del que entre 1985 y 2000 fue consejero estatal y de 1987 a 1989 presidente del comité municipal en Guadalupe.
De 1987 a 1988 ejerció su primer cargo de elección popular como regidor en el Ayuntamiento de Guadalupe, y el último año fue candidato a diputado federal, no habiendo logrado el triunfo. De 1994 a 1997 fue director de Tránsito y Vialida de Guadalupe, en el ayuntamiento encabezado por Jesús María Elizondo González, y de 1997 a 1998, cuando el mismo Elizondo fue presidente municipal de Monterrey, Pedro Garza Treviño ocupó la secretaria de Vialidad y Tránsito en dicho ayuntamiento. De 1998 a 1999 fue subsecretario de Transporte del gobierno del estado de Nuevo León, siendo gobernador Fernando Canales Clariond.
En 2000 fue electo Presidente municipal de Guadalupe, encabezando el ayuntamiento hasta 2003. Al término de dicho cargo se retiró de la actividad política, hasta que en 2015 fue postulado y electo diputado federal por el Distrito 11 de Nuevo León a la LXIII Legislatura que cncluyó en 2018 y en la que fue secretario de la comisión de Agua Potable y Saneamiento; e integrante de las comisiones de Fortalecimiento al Federalismo; y, de Transportes.
Solicitó licencia como diputado en febrero de 2018 para ser por segunda ocasión candidato a presidente municipal de Guadalupe en las elecciones de dicho año, no logrando ser electo, pues el triunfo correspondió a Cristina Díaz Salazar. En 2021 por segunda ocasión fue electo diputado federal por el distrito 11, esta vez a la LXV Legislatura que terminará sus funciones en 2024. En la Cámara de Diputados es secretario de la comisión de Federalismo y Desarrollo Municipal; así como integrante de la comisión de Ganadería; y de la comisión de Recursos Hidráulicos, Agua Potable y Saneamiento.